# Downstream to Kinshasa
Downstream to Kinshasa (en francés: En route pour le milliard) es un documental de la República Democrática del Congo, dirigido por Dieudo Hamadi y estrenado en 2020.

## Sinopsis
La película se centra en los supervivientes de la Guerra de los Seis Días de 2000 en la República Democrática del Congo, muchos de los cuales viajan a Kinshasa para exigir una compensación del gobierno por las pérdidas sufridas durante el conflicto.

## Lanzamiento
Fue nombrada Selección Oficial del Festival de Cine de Cannes 2020, la primera de la República Democrática del Congo, titulada inicialmente como The Billion Road. Debido a la cancelación del festival por la pandemia de COVID-19 en Francia, no se proyectó en ese momento; sin embargo, se proyectó en línea para los distribuidores como parte del Marché du Film.
Tuvo su estreno público en septiembre de 2020 como parte del programa Planet Africa en el Festival Internacional de Cine de Toronto 2020, donde recibió una mención de honor del jurado para el Premio Amplify Voices. Posteriormente se proyectó en el festival Dok Leipzig en octubre.